# Copa Colsanitas 2015
Copa Colsanitas 2015 byl tenisový turnaj pořádaný jako součást ženského okruhu WTA Tour, který se hrál v Clubu Campestre El Rancho na otevřených antukových dvorcích. Konal se mezi 13. až 19. dubnem 2015 v kolumbijském hlavním městě Bogota jako osmnáctý ročník turnaje.
Turnaj s rozpočtem 250 000 dolarů patřil do kategorie WTA International Tournaments. Nejvýše nasazenou hráčkou ve dvouhře byla dvacátá devátá hráčka žebříčku Elina Svitolinová z Ukrajiny. Vítězkou se stala Teliana Pereirová, čímž ukončila 27leté čekání brazilské tenistky na singlový titul z okruhu WTA Tour. Poslední Brazilkou, která před ní vyhrála trofej byla Neige Diasová v dubnu 1988 na antukovém Barcelona Ladies Open. I ve čtyřhře ovládly turnaj Brazilky, když triumfovala dvojice Paula Cristina Gonçalvesová a Beatriz Haddad Maiová.

## Distribuce bodů a finančních odměn

### Distribuce bodů
| Soutěž  | vítězky | finalistky | semifinalistky | čtvrtfinalistky | 16 v kole | 32 v kole | Q  | Q3 | Q2 | Q1 |
| ------- | ------- | ---------- | -------------- | --------------- | --------- | --------- | -- | -- | -- | -- |
| dvouhra | 280     | 180        | 110            | 60              | 30        | 1         | 18 | 14 | 10 | 1  |
| čtyřhra | 280     | 180        | 110            | 60              | 1         | —         | —  | —  | —  | —  |

### Finanční odměny
| Soutěž                                | vítězky | finalistky | semifinalistky | čtvrtfinalistky | 16 v kole | 32 v kole | Q3     | Q2   | Q1   |
| ------------------------------------- | ------- | ---------- | -------------- | --------------- | --------- | --------- | ------ | ---- | ---- |
| dvouhra                               | $43 000 | $21 400    | $11 300        | $5 900          | $3 310    | $1 925    | $1 005 | $730 | $530 |
| čtyřhra                               | $12 300 | $6 400     | $3 435         | $1 820          | $960      | —         | —      | —    | —    |
| částky ve čtyřhře jsou uváděny na pár |         |            |                |                 |           |           |        |      |      |

## Ženská dvouhra

### Nasazení
| Stát                         | Hráčka                 | WTA | Nasazení |
| ---------------------------- | ---------------------- | --- | -------- |
| Ukrajina                     | Elina Svitolinová      | 29. | 1.       |
| Portoriko                    | Mónica Puigová         | 51. | 2.       |
| Chorvatsko                   | Ajla Tomljanovićová    | 60. | 3.       |
| Itálie                       | Francesca Schiavoneová | 69. | 4.       |
| Kazachstán                   | Jaroslava Švedovová    | 78. | 5.       |
| USA                          | Shelby Rogersová       | 80. | 6.       |
| Maďarsko                     | Tímea Babosová         | 87. | 7.       |
| USA                          | Irina Falconiová       | 88. | 8.       |
| Žebříček WTA k 6. dubnu 2015 |                        |     |          |

### Jiné formy účasti
Následující hráčky obdržely divokou kartu do hlavní soutěže:
- María Herazová Gonzálezová
- Yuliana Lizarazová
- María Paulina Pérezová Garcíaová

Následující hráčky postoupily z kvalifikace:
- Cindy Burgerová
- Beatriz Haddad Maiová
- Nastja Kolarová
- Mandy Minellaová
- Anastasia Rodionovová
- Sachia Vickeryová

### Odhlášení
před zahájením turnaje
- Lara Arruabarrenová → nahradila ji Sorana Cîrsteaová
- Varvara Lepčenková → nahradila ji Danka Kovinićová
- Christina McHaleová → nahradila ji Kristína Kučová
- Laura Robsonová → nahradila ji Patricia Mayrová-Achleitnerová
- Anna Tatišviliová → nahradila ji Dinah Pfizenmaierová

## Ženská čtyřhra

### Nasazení
| Stát                                                                     | Hráčka                | Stát      | Hráčka             | WTA  | Nasazení |
| ------------------------------------------------------------------------ | --------------------- | --------- | ------------------ | ---- | -------- |
| Austrálie                                                                | Anastasia Rodionovová | Austrálie | Arina Rodionovová  | 68.  | 2.       |
| Lucembursko                                                              | Mandy Minellaová      | Ukrajina  | Olga Savčuková     | 136. | 2.       |
| Chorvatsko                                                               | Darija Juraková       | Německo   | Tatjana Mariová    | 154. | 3.       |
| Rumunsko                                                                 | Elena Bogdanová       | USA       | Nicole Melicharová | 199. | 4.       |
| Žebříček WTA k 6. dubnu 2015; číslo je součtem umístění obou členek páru |                       |           |                    |      |          |

### Jiné formy účasti
Následující pár obdržel divokou kartu do hlavní soutěže:
- María Paulina Pérezová Garcíaová /  Paula Pérezová Garcíaová

## Přehled finále

### Ženská dvouhra
- Teliana Pereirová vs.  Jaroslava Švedovová, 7–6(7–2), 6–1

### Ženská čtyřhra
- Paula Cristina Gonçalvesová /  Beatriz Haddad Maiová vs.  Irina Falconiová /  Shelby Rogersová, 6–3, 3–6, [10–6]